# 인도네시아 공군
인도네시아 공군(Tentara Nasional Indonesia Angkatan Udara (TNI-AU), 문자 그대로 “인도네시아 국군 공군”)은 때때로 IDAF / IdAF로 약칭으로 불리는 인도네시아 국군의 공군이다. 인도네시아 공군은 인도네시아 자카르타에 본부를 두고 있으며 공군 참모총장이 이끌고 있다. 전투 서열은 세 개의 항공 작전 사령부로 나뉜다. 대부분의 공군기지는 자바섬에 위치해 있다. 인도네시아 공군은 또한 공군 신속 대응 부대 사령부(Kopasgat)라고 불리는 지상군 부대를 가지고 있다. 군단은 서비스 헤드기어의 독특한 색상 때문에 “오렌지 베레”"(Baret Jingga)라고도 알려져 있다.
인도네시아 공군은 37,850명의 인원을 보유하고 있으며, 110대의 전투 항공기를 갖추고 있다. 이 목록에는 5기의 Su-27과 11기의 Su-30이 33대의 F-16 파이팅 팔콘(미국제), 호크 200, KAI T-50 및 엠브라에르 EMB314로 보충된 주요 전투기 (러시아제)가 포함되어 있다. 인도네시아 공군은 재고로 가지고 있는 이미 노후화된 미국 노스롭 F-5 타이거 경전투기의 대체품으로 KF-X 50대를 구매할 계획이다. 2021년 2월, 인도네시아 공군은 C-130J 및 중고도 장내구성 무인 항공기와 함께 라팔 36대와 F-15EX 8대를 구매할 계획이다. 2022년 2월경, 인도네시아 공군은  라팔 42대에 대한 주문 계약을 맺었고, DSCA는 F-15ID 36대를 외국 군대에 판매할 가능성을 발표했다.

## 같이 보기
- 인도네시아 해군
- 인도네시아 육군